# Daniel Jensen
Daniel Monberg Jensen (Copenaghen, 25 giugno 1979) è un ex calciatore danese, di ruolo centrocampista.

## Carriera

### Club
Inizia a giocare a calcio con il Boldklubben af 1893 compagine danese di seconda divisione.
Dal 1998 al 2003 Jensen gioca nel campionato olandese con la maglia dell'Heerenveen.
Nel 2003-2004 si accasa in Spagna al Real Murcia.
Dal 2004 al giugno 2011 gioca in Bundesliga con il Werder Brema.
Nel gennaio 2012 dopo un breve periodo di prova viene tesserato dal Novara compagine di Serie A. Esordisce con la maglia del Novara alla 18ª giornata di campionato disputata il 15 gennaio 2012 persa contro il Cesena per 3-1 in trasferta. Il 2 novembre successivo rescinde il contratto con la squadra piemontese, restando svincolato.

### Nazionale
Nel febbraio 2002 Morten Olsen, CT della Danimarca, lo convoca per la prima volta in nazionale maggiore.

## Palmarès

### Club

#### Competizioni nazionali
- Campionato danese: 1

Copenaghen: 2012-2013
- Coppa di Lega tedesca: 1

Werder Brema: 2006
- Coppa di Germania: 1

Werder Brema: 2008-2009

## Statistiche

### Cronologia presenze reti in Nazionale
| Cronologia completa delle presenze e delle reti in nazionale ― Danimarca | Cronologia completa delle presenze e delle reti in nazionale ― Danimarca | Cronologia completa delle presenze e delle reti in nazionale ― Danimarca | Cronologia completa delle presenze e delle reti in nazionale ― Danimarca | Cronologia completa delle presenze e delle reti in nazionale ― Danimarca | Cronologia completa delle presenze e delle reti in nazionale ― Danimarca | Cronologia completa delle presenze e delle reti in nazionale ― Danimarca | Cronologia completa delle presenze e delle reti in nazionale ― Danimarca |
| Data                                                                     | Città                                                                    | In casa                                                                  | Risultato                                                                | Ospiti                                                                   | Competizione                                                             | Reti                                                                     | Note                                                                     |
| ------------------------------------------------------------------------ | ------------------------------------------------------------------------ | ------------------------------------------------------------------------ | ------------------------------------------------------------------------ | ------------------------------------------------------------------------ | ------------------------------------------------------------------------ | ------------------------------------------------------------------------ | ------------------------------------------------------------------------ |
| 13-2-2002                                                                | Riyad                                                                    | Arabia Saudita                                                           | 0 – 1                                                                    | Danimarca                                                                | Amichevole                                                               | -                                                                        | 62’                                                                      |
| 16-11-2003                                                               | Manchester                                                               | Inghilterra                                                              | 2 – 3                                                                    | Danimarca                                                                | Amichevole                                                               | -                                                                        | 29’ 48’                                                                  |
| 18-2-2004                                                                | Adana                                                                    | Turchia                                                                  | 0 – 1                                                                    | Danimarca                                                                | Amichevole                                                               | -                                                                        | 82’                                                                      |
| 31-3-2004                                                                | Gijón                                                                    | Spagna                                                                   | 2 – 0                                                                    | Danimarca                                                                | Amichevole                                                               | -                                                                        | 78’                                                                      |
| 28-4-2004                                                                | Copenaghen                                                               | Danimarca                                                                | 1 – 0                                                                    | Scozia                                                                   | Amichevole                                                               | -                                                                        |                                                                          |
| 30-5-2004                                                                | Tallinn                                                                  | Estonia                                                                  | 2 – 2                                                                    | Danimarca                                                                | Amichevole                                                               | -                                                                        |                                                                          |
| 5-6-2004                                                                 | Copenaghen                                                               | Danimarca                                                                | 1 – 2                                                                    | Croazia                                                                  | Amichevole                                                               | -                                                                        | 46’                                                                      |
| 14-6-2004                                                                | Guimarães                                                                | Danimarca                                                                | 0 – 0                                                                    | Italia                                                                   | Euro 2004 - 1º turno                                                     | -                                                                        |                                                                          |
| 18-6-2004                                                                | Braga                                                                    | Bulgaria                                                                 | 0 – 2                                                                    | Danimarca                                                                | Euro 2004 - 1º turno                                                     | -                                                                        |                                                                          |
| 22-6-2004                                                                | Porto                                                                    | Danimarca                                                                | 2 – 2                                                                    | Svezia                                                                   | Euro 2004 - 1º turno                                                     | -                                                                        | 65’                                                                      |
| 17-11-2004                                                               | Tbilisi                                                                  | Georgia                                                                  | 2 – 2                                                                    | Danimarca                                                                | Qual. Mondiali 2006                                                      | -                                                                        | 88’                                                                      |
| 9-2-2005                                                                 | Atene                                                                    | Grecia                                                                   | 2 – 1                                                                    | Danimarca                                                                | Qual. Mondiali 2006                                                      | -                                                                        |                                                                          |
| 26-3-2005                                                                | Copenaghen                                                               | Danimarca                                                                | 3 – 0                                                                    | Kazakistan                                                               | Qual. Mondiali 2006                                                      | -                                                                        | 88’                                                                      |
| 2-6-2005                                                                 | Tampere                                                                  | Finlandia                                                                | 0 – 1                                                                    | Danimarca                                                                | Amichevole                                                               | -                                                                        | 46’                                                                      |
| 8-6-2005                                                                 | Copenaghen                                                               | Danimarca                                                                | 3 – 1                                                                    | Albania                                                                  | Qual. Mondiali 2006                                                      | -                                                                        | 60’                                                                      |
| 17-8-2005                                                                | Copenaghen                                                               | Danimarca                                                                | 4 – 1                                                                    | Inghilterra                                                              | Amichevole                                                               | -                                                                        | 86’                                                                      |
| 12-10-2005                                                               | Almaty                                                                   | Kazakistan                                                               | 1 – 2                                                                    | Danimarca                                                                | Qual. Mondiali 2006                                                      | -                                                                        | 43’                                                                      |
| 1-3-2006                                                                 | Tel Aviv                                                                 | Israele                                                                  | 0 – 2                                                                    | Danimarca                                                                | Amichevole                                                               | -                                                                        | 69’                                                                      |
| 27-5-2006                                                                | Århus                                                                    | Danimarca                                                                | 1 – 1                                                                    | Paraguay                                                                 | Amichevole                                                               | -                                                                        | 46’                                                                      |
| 31-5-2006                                                                | Lens                                                                     | Francia                                                                  | 2 – 0                                                                    | Danimarca                                                                | Amichevole                                                               | -                                                                        | 64’ 72’                                                                  |
| 1-9-2006                                                                 | Copenaghen                                                               | Danimarca                                                                | 4 – 2                                                                    | Portogallo                                                               | Amichevole                                                               | -                                                                        | 62’                                                                      |
| 6-9-2006                                                                 | Reykjavík                                                                | Islanda                                                                  | 0 – 2                                                                    | Danimarca                                                                | Qual. Euro 2008                                                          | -                                                                        | 71’                                                                      |
| 7-10-2006                                                                | Copenaghen                                                               | Danimarca                                                                | 0 – 0                                                                    | Irlanda del Nord                                                         | Qual. Euro 2008                                                          | -                                                                        |                                                                          |
| 11-10-2006                                                               | Vaduz                                                                    | Liechtenstein                                                            | 0 – 4                                                                    | Danimarca                                                                | Qual. Euro 2008                                                          | 1                                                                        | 46’                                                                      |
| 15-11-2006                                                               | Praga                                                                    | Rep. Ceca                                                                | 1 – 1                                                                    | Danimarca                                                                | Amichevole                                                               | -                                                                        |                                                                          |
| 6-2-2007                                                                 | Londra                                                                   | Australia                                                                | 1 – 3                                                                    | Danimarca                                                                | Amichevole                                                               | 1                                                                        | 65’                                                                      |
| 24-3-2007                                                                | Madrid                                                                   | Spagna                                                                   | 2 – 1                                                                    | Danimarca                                                                | Qual. Euro 2008                                                          | -                                                                        |                                                                          |
| 28-3-2007                                                                | Duisburg                                                                 | Germania                                                                 | 0 – 1                                                                    | Danimarca                                                                | Amichevole                                                               | -                                                                        | 46’                                                                      |
| 2-6-2007                                                                 | Copenaghen                                                               | Danimarca                                                                | 0 – 3 tav                                                                | Svezia                                                                   | Qual. Euro 2008                                                          | -                                                                        | 63’                                                                      |
| 6-6-2007                                                                 | Riga                                                                     | Lettonia                                                                 | 0 – 2                                                                    | Danimarca                                                                | Qual. Euro 2008                                                          | -                                                                        | 68’                                                                      |
| 22-8-2007                                                                | Århus                                                                    | Danimarca                                                                | 0 – 4                                                                    | Irlanda                                                                  | Amichevole                                                               | -                                                                        | 46’                                                                      |
| 8-9-2007                                                                 | Stoccolma                                                                | Svezia                                                                   | 0 – 0                                                                    | Danimarca                                                                | Qual. Euro 2008                                                          | -                                                                        | 8’                                                                       |
| 13-10-2007                                                               | Århus                                                                    | Danimarca                                                                | 1 – 3                                                                    | Spagna                                                                   | Qual. Euro 2008                                                          | -                                                                        | 3’                                                                       |
| 17-10-2007                                                               | Copenaghen                                                               | Danimarca                                                                | 3 – 1                                                                    | Lettonia                                                                 | Qual. Euro 2008                                                          | -                                                                        | 32’                                                                      |
| 21-11-2007                                                               | Copenaghen                                                               | Danimarca                                                                | 3 – 0                                                                    | Islanda                                                                  | Qual. Euro 2008                                                          | -                                                                        |                                                                          |
| 6-2-2008                                                                 | Nova Gorica                                                              | Slovenia                                                                 | 1 – 2                                                                    | Danimarca                                                                | Amichevole                                                               | -                                                                        | 66’                                                                      |
| 20-8-2008                                                                | Copenaghen                                                               | Danimarca                                                                | 0 – 3                                                                    | Spagna                                                                   | Amichevole                                                               | -                                                                        | 79’                                                                      |
| 6-9-2008                                                                 | Budapest                                                                 | Ungheria                                                                 | 0 – 0                                                                    | Danimarca                                                                | Qual. Mondiali 2010                                                      | -                                                                        |                                                                          |
| 10-9-2008                                                                | Lisbona                                                                  | Portogallo                                                               | 2 – 3                                                                    | Danimarca                                                                | Qual. Mondiali 2010                                                      | 1                                                                        |                                                                          |
| 11-10-2008                                                               | Copenaghen                                                               | Danimarca                                                                | 3 – 0                                                                    | Malta                                                                    | Qual. Mondiali 2010                                                      | -                                                                        | 82’                                                                      |
| 11-2-2009                                                                | Il Pireo                                                                 | Grecia                                                                   | 1 – 1                                                                    | Danimarca                                                                | Amichevole                                                               | -                                                                        | 35’ 46’                                                                  |
| 28-3-2009                                                                | Ta' Qali                                                                 | Malta                                                                    | 0 – 3                                                                    | Danimarca                                                                | Qual. Mondiali 2010                                                      | -                                                                        | 63’                                                                      |
| 1-4-2009                                                                 | Copenaghen                                                               | Danimarca                                                                | 3 – 0                                                                    | Albania                                                                  | Qual. Mondiali 2010                                                      | -                                                                        | 33’                                                                      |
| 14-10-2009                                                               | Copenaghen                                                               | Danimarca                                                                | 0 – 1                                                                    | Ungheria                                                                 | Qual. Mondiali 2010                                                      | -                                                                        | 62’ 78’                                                                  |
| 14-11-2009                                                               | Esbjerg                                                                  | Danimarca                                                                | 0 – 0                                                                    | Corea del Sud                                                            | Amichevole                                                               | -                                                                        | 70’                                                                      |
| 18-11-2009                                                               | Aarhus                                                                   | Danimarca                                                                | 3 – 1                                                                    | Stati Uniti                                                              | Amichevole                                                               | -                                                                        | 46’                                                                      |
| 3-3-2010                                                                 | Vienna                                                                   | Austria                                                                  | 2 – 1                                                                    | Danimarca                                                                | Amichevole                                                               | -                                                                        | 57’                                                                      |
| 1-6-2010                                                                 | Johannesburg                                                             | Australia                                                                | 1 – 0                                                                    | Danimarca                                                                | Amichevole                                                               | -                                                                        | 46’                                                                      |
| 5-6-2010                                                                 | Atteridgeville                                                           | Sudafrica                                                                | 1 – 0                                                                    | Danimarca                                                                | Amichevole                                                               | -                                                                        | 57’                                                                      |
| 19-6-2010                                                                | Pretoria                                                                 | Danimarca                                                                | 2 – 1                                                                    | Camerun                                                                  | Mondiali 2010 - 1º turno                                                 | -                                                                        | 46’                                                                      |
| 8-10-2010                                                                | Porto                                                                    | Portogallo                                                               | 3 – 1                                                                    | Danimarca                                                                | Qual. Euro 2012                                                          | -                                                                        |                                                                          |
| 12-10-2010                                                               | Copenaghen                                                               | Danimarca                                                                | 2 – 0                                                                    | Cipro                                                                    | Qual. Euro 2012                                                          | -                                                                        | 58’                                                                      |
| 17-11-2010                                                               | Aarhus                                                                   | Danimarca                                                                | 0 – 0                                                                    | Rep. Ceca                                                                | Amichevole                                                               | -                                                                        | 28’                                                                      |
| Totale                                                                   |                                                                          | Presenze                                                                 | 52                                                                       |                                                                          | Reti                                                                     | 3                                                                        |                                                                          |